# 金城武樹
金城武樹是位於臺灣臺東縣池上鄉伯朗大道上的一棵茄苳樹。2013年6月，長榮航空所拍的廣告中，金城武在此樹取景而暴紅，被暱稱為「金城武樹」。因長榮航空認養合約於2023年到期，官方名稱將恢復為「奉茶樹」。
金城武樹於2014年7月23日麥德姆颱風的襲擊中倒下，經由日本與臺灣樹藝師的治療後，目前此樹已原地種回且逐漸復原。

## 歷史

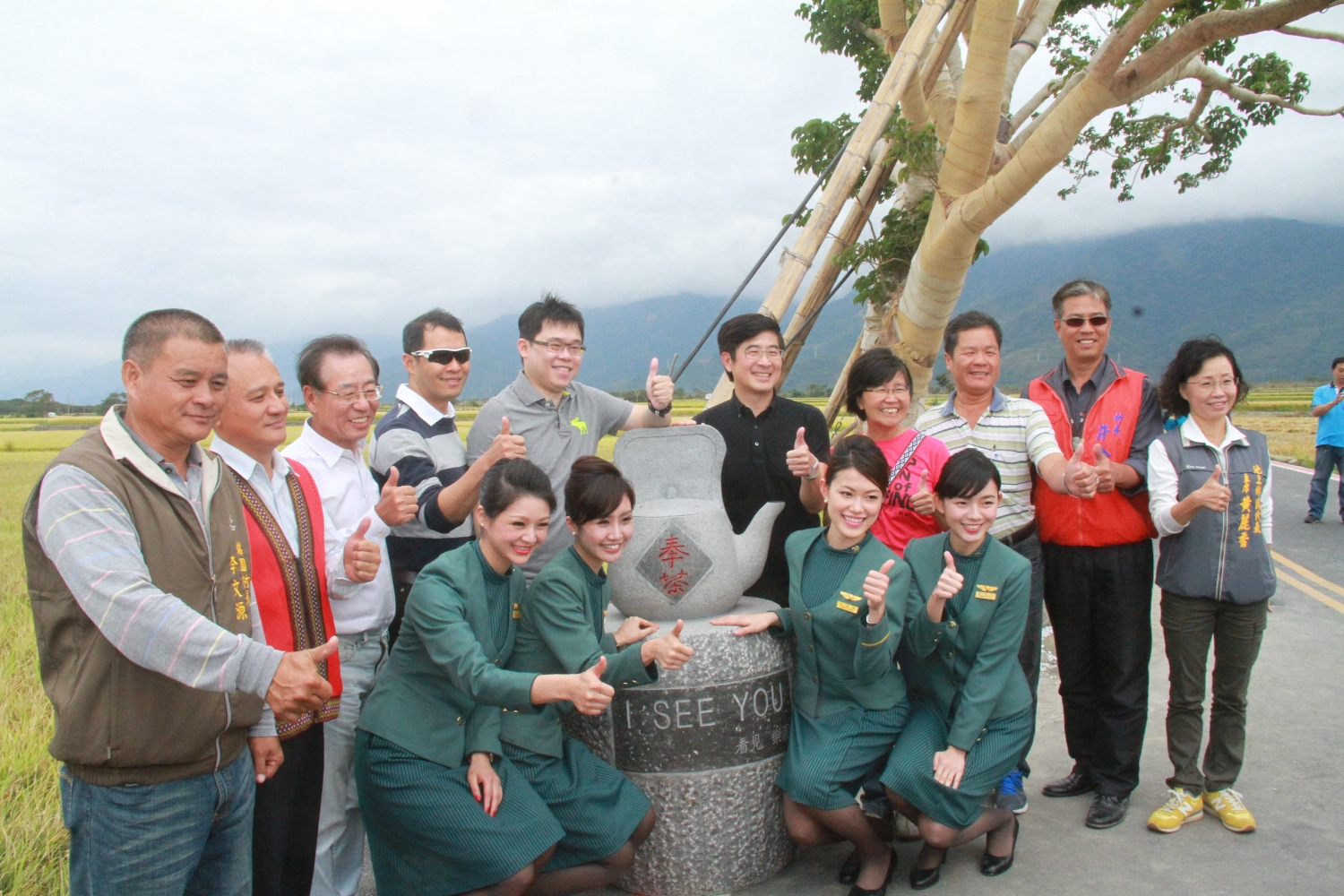
時任長榮航空董事長張國煒參與裝置藝術發表會（攝於2014年11月22日）

約1970年代，池上鄉農夫吳阿木在農地旁植此樹，用以栓牛和乘涼休息。
2013年6月，長榮航空的廣告中，金城武在此樹下乘涼、喝茶。此樹因而一夕暴紅，被命名為「金城武樹」、「奉茶樹」。
2013年8月，長榮航空認養金城武樹，並於假日安排空姐奉茶。
2014年7月23日，因麥德姆颱風的襲擊而倒下。
2014年7月25日，池上鄉公所、長榮航空緊急邀請日本樹藝師山下得男、川口佳久前來救治此樹，在兩位樹藝師的治療下順利扶正、回植。

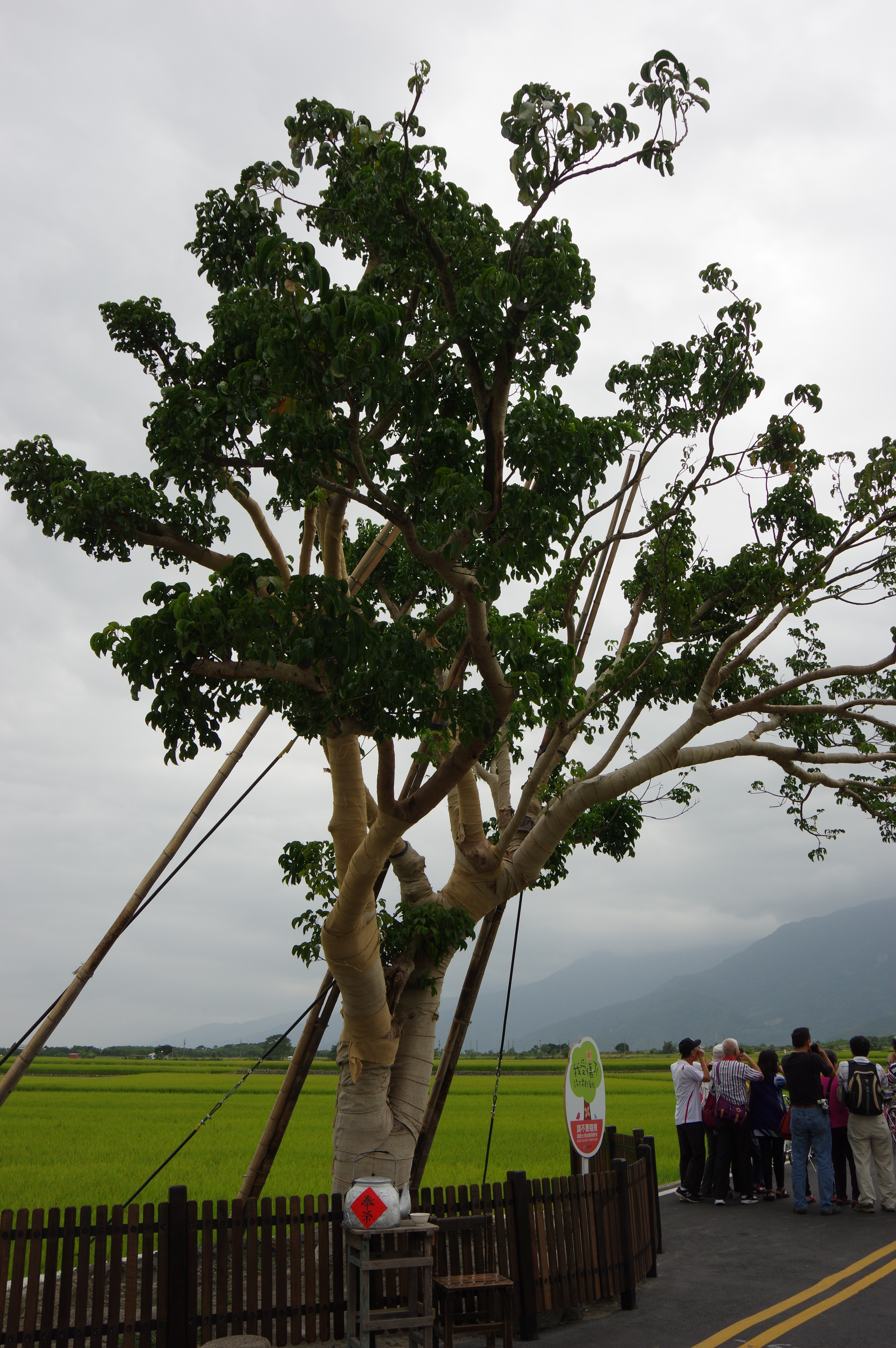
被麥德姆颱風吹倒後，重新種植的金城武樹。(拍攝於2014年10月11日)

2014年11月12日，長榮航空新設排灣族石雕茶壺奉茶裝置藝術。
2015年11月27日，樹藝師山下得男第4度前往診療金城武樹，判斷治療已達初步成效。
2016年10月，金城武樹順利康復中。
2017年12月27日，金城武樹出現缺水乾枯的現象，樹藝師山下得男第5度前往診療，判斷因土壤堅硬乾燥影響生長，於是敲除部分水泥，剪掉枯樹枝及果實，以助其恢復健康。
2023年9月3日，金城武樹因做足防護措施，挺過海葵颱風14級強風侵襲，僅部分枝幹斷落。

## 迴響
此樹成為當地著名觀光景點，觀光年產值估計達新臺幣五億元。部分當地居民批評遊客留下垃圾、踩踏破壞農作物等造成困擾之行為。
2018年7月4日，在臺東縣政府舉辦的台東必去景點TOP10網路票選中，金城武樹獲得票選第一。
金城武樹爆紅後，台灣各地一些孤立且樹形優美的樹，也紛紛被冠上「地名＋金城武樹」的名號來吸引觀光。如台中金城武樹、南安金城武樹、南澳金城武樹。
2017年4月5日，蔡依林與好友到伯朗大道遊玩，並在金城武樹東方約100公尺處的另一棵茄苳樹合照戲稱為閨蜜樹，引發遊客找尋。池上鄉公所順水推舟，將該樹正式命名為「蔡依林樹」，成為伯朗大道另一個新景點。但該樹於2023年海葵颱風侵襲期間被連根吹倒。

## 外部連結
- . 台東觀光旅遊網. 台東: 臺東縣政府交通及觀光發展處.   [2019-08-28]. （原始内容存档于2021-05-06） （中文（臺灣））.
- (Youtube). EVA Air. 2013-06-18  [2021-07-26]. （原始内容存档于2022-10-13） （日语）.
- (Youtube). EVA Air. 2013-06-18  [2021-07-26]. （原始内容存档于2022-09-29） （英语）.
- (Youtube). EVA Air. 2014-01-01  [2017-09-03]. （原始内容存档于2022-07-29） （中文（臺灣））.